# NGC 47
NGC 47 је спирална галаксија у сазвежђу Кит која се налази на NGC листи објеката дубоког неба.
Деклинација објекта је - 7° 10' 4" а ректасцензија 0h 14m 30,5s. Привидна величина (магнитуда) објекта NGC 47 износи 13,1 а фотографска магнитуда 13,9. NGC 47 је још познат и под ознакама NGC 58, MCG -1-1-55, IRAS 00119-0726, PGC 967.